# Janiridae
Janiridae är en familj av kräftdjur som beskrevs 1897 av Georg Ossian Sars. Familjen ingår i ordningen gråsuggor och tånglöss, klassen storkräftor, fylumet leddjur och riket djur. Enligt Catalogue of Life omfattar familjen Janiridae 163 arter. 

## Släkten
Släkten enligt Catalogue of Life och Dyntaxa:
- Austrofilius
- Caecianiropsis
- Caecijaera
- Carpias
- Ectias
- Hawaianira
- Heterias
- Iais
- Ianiropsis
- Ianisera
- Iathrippa
- Jaera
- Janaira
- Janira
- Janiralata
- Janthura
- Mackinia
- Microjaera
- Microjanira
- Neojaera
- Protocharon
- Rostrobagatus
- Trogloianiropsis